# Matrizid
Als Matrizid (aus lateinisch mater „Mutter“ und caedere „töten“) wird die Tötung einer Mutter durch ihren Sohn oder ihre Tochter bezeichnet.
Einer der bekanntesten Matrizide ist der Muttermord des Orestes in der griechischen Mythologie. Auch außerhalb der Mythologie wurden Elternmorde überliefert. In historischer Zeit wurden z. B. die persische Königin Amastris und die ägyptische Königin Kleopatra III. mutmaßlich von ihren Söhnen getötet, in der Neuzeit die Mutter des nepalesischen Königs Dipendra, Aishwarya. Häusliche Gewalt gegen Familienmitglieder ist stark emotionsbehaftet, weswegen solche Taten oft großes Aufsehen erregen (Beispiele sind der Vierfachmord von Eislingen, der Elternmord von Morschen, oder Lyle und Erik Menendez).

## Beispiele und Motive
Die Motive für die hier aufgezählten Matrizide reichen von Auftakt zum Familienzid, über erweitertem Selbstmord, Habgier bis hin zu Rache für sexuellen Missbrauch, aber auch versehentlicher Totschlag und psychische Erkrankung treten auf. Auffallend oft trägt jedoch, insbesondere bei den später verübten Taten, Schizophrenie dazu bei, dass andere Konfliktlösungsstrategien versagen.
In einer US-amerikanischen Untersuchung von Elternmorden im Zeitraum von 1977 bis 1984 wurde festgestellt, dass das Durchschnittsalter der getöteten Mütter bei 58 Jahren lag (Alter zwischen 30 und 94). 86 % der Matrizidtäter waren männlich.
| Täter oder Täterin                 | Motiv                                  | Tathergang |
| ---------------------------------- | -------------------------------------- | --- |
| Mary Ann Lamb (1764–1847)          | Unfall                                 | Mary Lamb war die Schwester des Dichters Charles Lamb. Am 22. September 1796 griff Lamb in einem Wutanfall eine junge Haushaltshilfe in der Küche mit dem Messer an und tötete dabei versehentlich ihre Mutter, als diese dazwischen ging. Die Untersuchungskommission stellte einen Anfall von Wahnsinn fest und Mary Lamb durfte bei der Familie verbleiben. |
| Gesche Gottfried (1785–1831)       | (Verdacht auf) Psychische Störung      | Nach der Ermordung ihres ersten Mannes brachte Gesche Gottfried ihre kranke Mutter (am 15. Mai 1815) als zweites von insgesamt 15 Opfern mit Arsenik um. Sie gab ihr eine vergiftete Limonade zu trinken und konnte später selbst keinen Grund dafür angeben. Peer Meter, der die Prozessakten erstmals wissenschaftlich-historisch auswertete, hält eine Psychoneurose für wahrscheinlich. Gesche Gottfried wurde am 20. April 1831 als letzte Frau öffentlich auf dem Bremer Marktplatz mit dem Schwert geköpft. |
| John List (1925–2008)              | Familienzid                            | Der fünffache Möder Johan List hat einen typischen Familienzid (Tötung mehrere Mitglieder der eigenen Familie) verübt. Am 9. November 1971 erschoss List seine Ehefrau und seine Mutter mit Kopfschüssen, während seine Kinder in der Schule waren. Als sie nach Hause kamen, tötete er Patricia (16) und Frederick (13) mit je einem Schuss in den Hinterkopf. Nachmittags holte er noch seinen Ältesten, John Jr., von einem Fußballspiel ab, bevor er ihn zu Hause erschoss. Es dauerte vier Wochen, bis die Morde entdeckt wurden. |
| Jack Graham (1932–1957)            | Habgier                                | Jack Graham platzierte 1955 eine Bombe in einem Flugzeug, in dem auch seine Mutter saß. Es ging ihm darum, die Versicherungsprämie für ihre Lebensversicherung ausgezahlt zu bekommen. Von den 44 Passagieren, unter denen sich auch Grahams Mutter befand, überlebte niemand. Graham war nicht geständig und zeigte auch im Nachgang keine Reue. Er wurde am 11. Januar 1957 in der Gaskammer einer Strafanstalt in Colorado hingerichtet. |
| Henry Lee Lucas (1936–2001)        | Serienmörder, (u. a. Kindheitstrauma)  | 1960 verletzte Henry Lucas seine Mutter Viola während einer handgreiflichen Auseinandersetzung mit einem Messer am Hals. In unmittelbarer Folge der Attacke erlitt sie einen tödlichen Schlaganfall. Lucas Mutter hatte ihn in seiner Kindheit extrem vernachlässigt und sich u. a. in seiner Anwesenheit prostituiert. Lucas war bereits als Heranwachsender stark psychisch auffällig und fiel durch Zoophilie und Tötung von Tieren auf. Ihm wurden insgesamt zehn weitere Morde angelastet und für einen dieser zehn wurde er zum Tode verurteilt. 1988 wurde seine Todesstrafe in lebenslange Haft umgewandelt. |
| Charles Joseph Whitman (1941–1966) | Amoklauf                               | Charles Whitman war ein amerikanischer Architekturstudent an der University of Texas. In der Nacht vor seinem Amoklauf am 1. August 1966 in Austin fuhr er zur Wohnung seiner Mutter und tötete sie durch einen Messerstich ins Herz. Danach fuhr er zurück nach Hause und tötete seine schlafende Frau auf dieselbe Weise. Er meldete beide Frauen bei ihren Arbeitgebern krank, bevor er am späten Vormittag zur Universität fuhr. Dort erschoss Whitman 17 Menschen und verletzte 32 weitere, bevor er von der Polizei getötet wurde. Gemessen an der Zahl der Opfer war es zum Zeitpunkt der Tat der schwerste Amoklauf in den Vereinigten Staaten. |
| Jim Gordon (1945–2023)             | Schizophrenie                          | Der US-amerikanische Schlagzeuger und Songwriter klagte bereits in den 1970er Jahren über Halluzinationen und Stimmen in seinem Kopf. Der zurückgezogen lebende Gordon griff am 3. Juni 1983 seine 72-jährige Mutter, Marie Gordon, an. Er verletzte sie mit einem Hammer und tötete sie anschließend mit einem Messer. Er sagte aus, eine Stimme habe ihn dazu aufgefordert, sie zu töten. Obwohl ihm mehrere Ärzte Schizophrenie diagnostizierten, wurde er 1984 zu mindestens 16 Jahren bis maximal lebenslang Gefängnis verurteilt und erst 2020 in eine Haftanstalt mit integrierter Psychiatrie überwiesen. |
| Anthony Baekeland (1946–1981)      | Schizophrenie, Inzest durch die Mutter | Anthony Baekeland war der einzige Sohn von Brooks und Barbara Daly Baekeland. Die Ehe der Eltern kriselte beständig und seine Mutter wollte sich nicht damit abfinden, dass ihr Sohn homo- oder bisexuell war. Sein Vater hingegen wollte seinen Sohn nicht wegen der Schizophrenie, die bei ihm diagnostiziert worden war, behandeln lassen. Die Mutter nötigte ihn erst dazu, mit weiblichen Prostituierten zu schlafen, dann nahm sie seine „Heilung“ selbst in Angriff und begann eine inzestuöse Beziehung mit ihrem Sohn. Die Auseinandersetzungen und Konflikte zwischen den beiden steigerten sich, besonders nachdem der Vater die Familie verlassen hatte. Am 17. November 1972 tötete Anthony Baekeland seine Mutter im Streit mit einem einzigen Stich eines Küchenmessers. Er selbst starb mit nur 33 Jahren unter zweifelhaften Umständen 1981 auf der Gefängnisinsel Rikers Island.                               |
| Edmund Kemper (* 1948)             | Serienmörder, mit Kindheitstrauma      | Bereits als Teenager erschoss er seine Großeltern und kam danach vorübergehend in die Psychiatrie, wo bei ihm paranoide Schizophrenie diagnostiziert wurde. Seine Mutter, Clarnell Elizabeth Kemper, war Alkoholikerin und hatte ihn seit seiner Kindheit gedemütigt und psychisch misshandelt. Als er als junger Mann wieder bei ihr leben musste, zog Kemper immer dann los, um einen Mord zu begehen, wenn ein Streit zwischen ihm und seiner Mutter eskaliert war. Er tötete vier junge Frauen, teilweise in Tateinheit mit Nekrophilie und Kannibalismus. 1973 brachte er seine Mutter um, indem er ihr mit einem Hammer auf den Kopf schlug und ihr die Kehle aufschlitzte. Kemper stellte sich freiwillig der Polizei, nachdem er einen Tag nach dem Mord an seiner Mutter eine Freundin von ihr getötet hatte. Da die Todesstrafe in Kalifornien nicht mehr angewendet wird, erhielt Kemper 8 Mal lebenslänglich.        |
| Ronald DeFeo (1951–2021)           | Familienzid                            | Ronald DeFeo Jr. war ein US-amerikanischer Mörder, der im Jahr 1974 seine gesamte Familie in Amityville auslöschte. Er war mit 23 Jahren der Älteste von insgesamt fünf Geschwistern. Er erschoss seine Eltern Ronald Joseph († 43) und Louise († 42) sowie seine jüngeren Geschwister Dawn Theresa († 18), Allison Louise († 13), Marc Gregory († 12) und John Mathew († 9) in seinem Elternhaus in ihren Betten. Einen Tag nach dem Auffinden der Leichen gestand er die sechs Morde, für die er zu 150 Jahren Haft verurteilt wurde. |
| Jean-Claude Romand (* 1954)        | Familienzid                            | Jean-Claude Romand war ein französischer Hochstapler und Betrüger, der seine Familie tötete, als aufzufliegen drohte, dass er nie als Arzt gearbeitet, sondern sein Medizinstudium 18 Jahre zuvor abgebrochen hatte. Am Abend des 9. Novembers 1993 erschlug er seine Ehefrau Florence im Ehebett mit einem Nudelholz. Am darauf folgenden Morgen erschoss er seine beiden Kinder (Caroline, 7, und Antoine, 5) mit einem Gewehr. Dann fuhr er zu seinen Eltern nach Clairvaux-les-Lacs und erschoss sowohl die beiden als auch ihren Hund. Dann versuchte er eine ehemalige Geliebte zu erwürgen, der er Geld schuldete, was ihm jedoch nicht gelang. Er inszenierte einen Hausbrand, aus dem er zwangsläufig gerettet werden musste. Nach 23 Jahren im Gefängnis lebt Romand seit 2019 im Kloster Abtei Fontgombault. |
| Peter Lundin (* 1972)              | Psychopathie                           | Peter Lundin ist ein dänischer Mehrfachmörder. Am 7. April 1991 erdrosselte er seine Mutter, weil diese ihm die Haare schneiden wollte, und brach ihr anschließend das Genick. Mit Hilfe seines Vaters beseitigte er die Leiche, die jedoch noch im gleichen Jahr entdeckt wurde. Ein Psychologe attestierte ihm zwar stark ausgeprägte Psychopathie, trotzdem wurde Lundin aufgrund einer Gefängnisreform und durch seine Eheschließung in Haft nach nur sieben Jahren vorzeitig entlassen. In der Nähe von Kopenhagen tötete Peter Lundin 2000 seine neue Lebensgefährtin Marianne (36) sowie ihre beiden Söhne (10 und 12) im Streit durch Genickbrüche. |
| Kip Kinkel (* 1982)                | Amoklauf (u. a. Schizophrenie)         | Kipland, genannt „Kip“, Kinkel ist ein US-amerikanischer Elternmörder und Amokläufer. Weil er eine Schusswaffe mit in die Schule gebracht hatte, musste der 15-jährigen Kinkel am Tag vor seiner Tat von seinem Vater Bill Kinkel abgeholt werden. Zu Hause angekommen erschoss er seinen Vater. Als seine Mutter, Faith Kinkel, drei Stunden später nach Hause kam, brachte er auch sie durch mehrere Schüsse um. Am darauf folgenden 21. Mai 1998 kehrt Kip Kinkel mit fünf Schusswaffen bewaffnet zu seiner Schule in Springfield, Oregon zurück. Er schoss um sich, wobei er insgesamt 39 Personen verletzte, von denen zwei starben. Es gelang den Schülern, ihn noch vor dem Eintreffen der Polizei zu überwältigen. Obwohl er möglicherweise nicht nur unter Schizophrenie litt, sondern auch unter Intelligenzminderung, wurde Kip Kinkel, ohne die Möglichkeit auf vorherige Entlassung, zu 111 Jahren Haft verurteilt. |
| Adam Lanza (1992–2012)             | Amoklauf, diverse psychische Probleme  | Adam Lanza war 20 Jahre alt, als er am 14. Dezember 2012 morgens seine Mutter Nancy Lanza (52), die noch im Pyjama war, mit vier Schüssen aus einem Gewehr erschoss. Danach fuhr er zur Sandy-Hook-Grundschule, wo er insgesamt 26 Menschen, darunter 20 Grundschulkinder, in nur elf Minuten erschoss. Als die Polizei eintraf, beging er mit derselben Waffe Suizid. Lanza war bereits im Grundschulalter durch eine Störung der Sinnesverarbeitung aufgefallen. Als er 13 Jahre alt war, wurde bei ihm das Asperger-Syndrom festgestellt und mit 14 kam noch eine Zwangsstörung (Waschzwang) hinzu. Kurz vor der Tat war Adam Lanza darüber hinaus wegen Depression in Behandlung. Seine Mutter hatte sich im Vorfeld Sorgen gemacht, weil er ihr als emotionslos und gefühlskalt aufgefallen war. |
| Alberto Gómez (* 1993)             | Psychose                               | Alberto Sánchez Gómez wurde 2019 von der Polizei verhaftet, nachdem diese den Hinweis erhalten hatte, nach seiner Mutter, María Soledad Gómez, zu sehen. Die Polizei fand mehrere Behälter mit Körperteilen in der Nähe des Hauses, wo der damals 26-Jährige mit seiner Mutter lebte. Nachdem Alberto Gómez seine 66-jährige Mutter angeblich im Streit erwürgt hatte, gab er an, ihren Körper in den darauf folgenden Wochen zerlegt zu haben. Teilweise hätte er die Leiche seiner Mutter selbst gegessen und zum Teil an seinen Hund verfüttert, so Gómez. Vor Gericht gab er an, eine psychotische Episode gehabt zu haben. Alberto Gómez wurde zu 15 Jahren Haft wegen Mordes und Leichenschändung verurteilt. |
| Tobias Rathjen (1977–2020)         | Schizophrenie, Rechtsterrorismus       | Nachdem Tobias Rathjen beim rechtsterroristischen Anschlag in Hanau 2020 insgesamt neun Menschen erschossen hatte, fuhr er zur elterlichen Wohnung und erschoss seine Mutter. Anschließend tötete er sich selbst. Auf seinen ebenfalls anwesenden Vater gab er keine Schüsse ab. Nach Ansicht der Experten, die sein zuvor online gestelltes „Manifest“ untersuchten, litt R. unter paranoiden Schizophrenie und hatte sich wahnhaft in sein rechtsextremistisches Denken hineingesteigert, bevor er am 19. Februar 2020 den Anschlag verübte. Als Incel der, nie in seinem Leben eine Frau oder Freundin hatte, äußerte er sich in seinem Manifest darüber hinaus offen frauenfeindlich. |